# جزيرة أرقو
تقع جزيرة أرقو في الولاية الشمالية لجمهورية السودان وتسمى جزيرة لأنها تقع بين نهر النيل الذي يحدها غربا و(خور أرقو) الذي يحدها شرقا.

## معنى الاسم

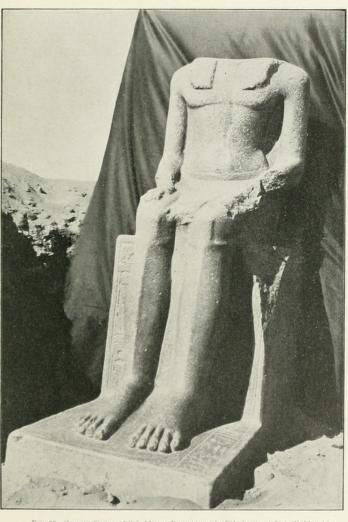
تمثال الفرعون خفرع سوبك حتب (الرابع) من الأسرة الثالثة عشرة، عُثر عليه في جزيرة أرجو

كلمة أرقو تعني باللغة النوبية أرض الملوك (أر قو) وهي مقطعين أر-قور الأول يعني الأرض والثاني الملك. ويقال أنها تعني أرض الذهب، فلقد احتوت على الكثير من المعادن النفيسة.

## المجمعات السكانية

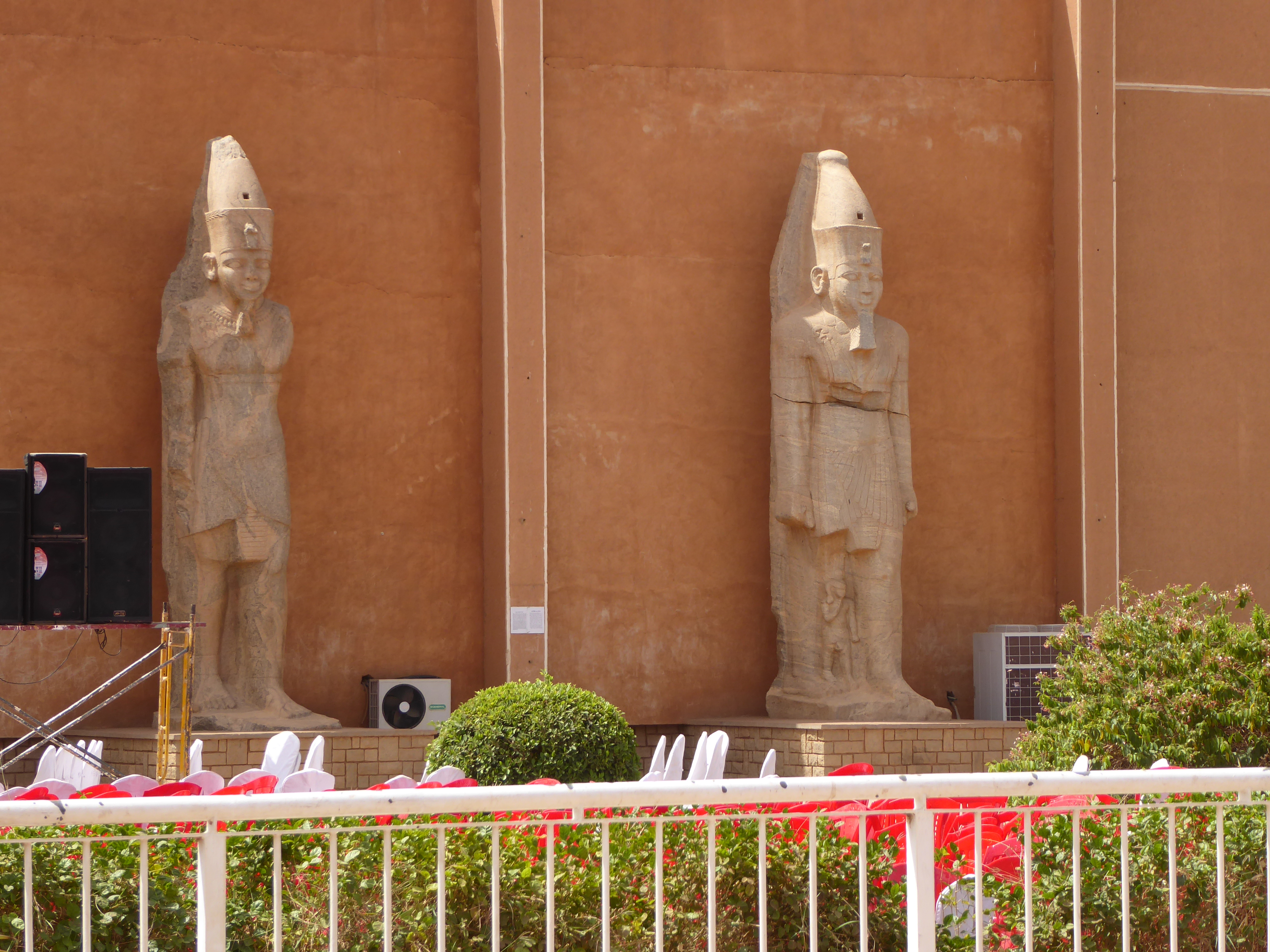
تمثالان ضخمان غير مكتملين مصنوعان من الجرانيت، يعودان في الأصل إلى معبد تابو القديم في جزيرة أرجو في السودان

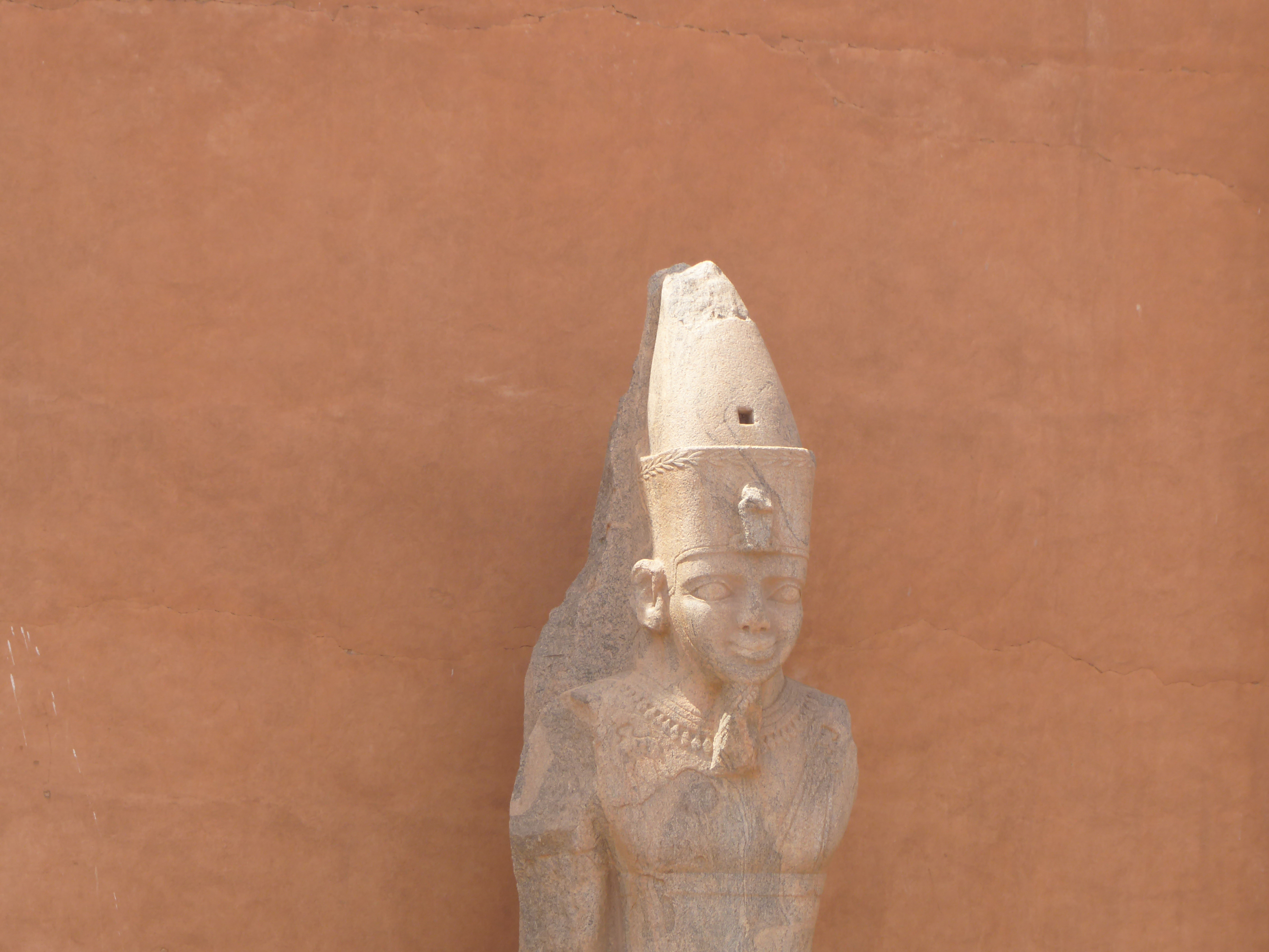

مدينة أرقو أو (أرقو السوق) هي حاضرة جزيرة أرقو وتقع في الجانب الشمالي منها وتعتبر أكبر المدن شمال دنقلا وحتى وادي حلفا. تبعد أرقو عن دنقلا حوالي 55 كلم. وتشتهر أرقو بمواقعها الأثرية الكثيرة والمهمة مثل قرية تبو وحاج زمار بلنارتي وغيرها. وتقع قرى عديدة على الجزيرة وهي من الجنوب إلى الشمال: قرى مجرب والترعة وحاج زمار واقدي والهمك وكلتوس ودبتود وتبو ودار العوضة وكودي ودبلا والسرارية وابتة وقرنتي وهذه تقع جنوب مدينة أرقو،
أما في شمالها وشرقها فنجد قرى سننار و(الخلاصاب والخليلاب وحلة شيخ حمد وشيخ محمد مار والعشيبية والساب) وتعرف بأرقو الشرقية والجلابة والحضور والدب والعباسية وأحمد تود مار وتسمى أرقو الغربية،
وتقع قرى عديدة في الضفة الشرقية لخور أرقو منها كمنار وبيوض وأبو حجار والسرايا وحلة البرقاوية والبيارة كما تتبع لأرقو عدة جزر على النيل وهي موسنارتي ومروارتي وبلنارتي (آرتي تعني جزيرة بلغة الدناقلة).

## الزراعة
الحرفة الرئيسية هي الزراعة حيث أن الأراضي خصبة والمحاصيل الرئيسية بها هي القمح والفول والذرة والتمور والتوابل والفواكه.